# Computer-supported telecommunications applications
Computer-Supported Telecommunications Applications (ou CSTA) é uma camada de abstração para aplicações de telecomunicações.

## História
O padrão CSTA possui três revisões principais:
- Fase I em 1992
- Fase II em 1994
- Fase III em 1998

## Desenvolvimento recente
Na fase III do CSTA foram introduzidos o uaCSTA, CSTA XML e CSTA Object Model extensions.